# Andrea Cima
Andrea Cima, germà de Giovanni Paolo Cima, fou un compositor italià que va viure a principis del segle xvii.
Fou organista i mestre de capella de l'església della Rosa de Milà, i més tard de Santa Maria de Bèrgam, un dels càrrecs preeminents que per aquell temps podia assolir un compositor a Itàlia. Se li deu Concerti a 2, 3 e 4 voci, lib. I (Milà, 1614); lib. II (Venècia, 1627).